# Thika (district)
Thika is een industriestad en handelscentrum in Kiambu County, Kenia, gelegen aan de A2-weg,42 kilometer, ten noordoosten van Nairobi, nabij de samenvloeiing van de Thika en de Chania rivieren. Hoewel de stad Thika administratief in Kiambu County ligt, bevinden de grotere gebieden van Thika, inclusief woonwijken zoals Bendor Estate, Maporomoko, Thika Greens, Thika Golden Pearl, Bahati Ridge en Thika Sports Club, zich binnen Murang'a County. Thika heeft een bevolking van 279.429 (volgens de Nationale Volkstelling van 2019) die snel groeit, net als het hele gebied rond Nairobi. De stad ligt op een hoogte van ongeveer 1.631 meter.
Thika is de thuisbasis van Chania Falls en de Veertien Watervallen aan de Athi-rivier. Het nabijgelegen Ol Donyo Sabuk Nationaal Park ligt in het zuidoosten. De stad heeft een treinstation met beperkte passagiersdiensten, hoewel er plannen zijn om het voorgestelde lichte railsysteem naar Thika uit te breiden.
Thika is de thuisbasis van Chania Falls en de Veertien Watervallen aan de Athi-rivier en Thika-watervallen. Ol Donyo Sabuk National Park ligt in het zuidoosten. De stad heeft een treinstation met beperkte passagiersdiensten, aangezien alleen goederentreinen rijden, hoewel er plannen zijn om het voorgestelde lichte railsysteem naar Thika uit te breiden.
De stad was het hoofdkantoor van het district Thika West na de opsplitsing van het grotere district Thika (opgericht in 1994) in vijf districten: Ruiru, Gatundu, Gatanga, Thika East en Thika West. Het was de zetel van de Zuid-Centrale regionale commissaris (plaatsvervangend Provinciaal Commissaris) voor Centraal Provincie, aangesteld door de toenmalige president Mwai Kibaki in 2009, die verantwoordelijk was voor de grotere districten Kiambu, Thika en Murang'a. Echter, onder Kenia's nieuwe grondwet, die alleen de 47 districten die vóór 1992 bestonden erkent als semi-autonome counties, valt de stad Thika onder Kiambu County, terwijl sommige woonwijken van Thika in Murang'a County liggen. Hoewel Kiambu Town het hoofdkantoor van de county is, heeft Thika Town de grootste economie binnen Kiambu County.

## Geschiedenis
Er zijn twee verklaringen voor de oorsprong van de naam Thika. De ene zegt dat het afkomstig is van het Kikuyu-woord Guthika, wat "begraven" betekent. Tijdens een grote droogte trokken de Masai buiten hun normale territoria op zoek naar water voor hun enorme kuddes vee. Twee rivieren stromen door het Kikuyu-gebied, de Thika en de Chania, die voedsel bieden voor de agrarische Kikuyu. Met beide stammen die wanhopig naar overleving zochten, vochten ze een bloedige strijd die weinig overlevenden achterliet. Een heuvel nabij Blue Posts Hotel markeert zogenaamd waar de gesneuvelde krijgers begraven zijn. Thika werd ook gebruikt als gedenkplaats voor soldaten die vochten in Wereldoorlog II.

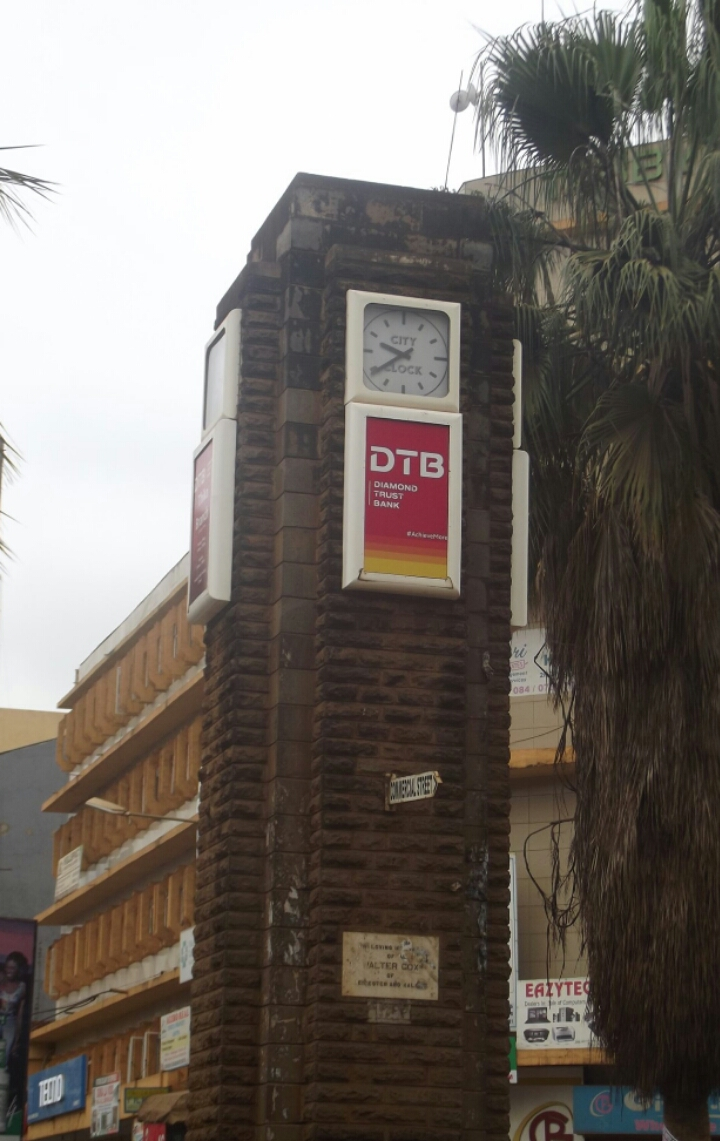
Monument in Thika

De andere theorie stelt dat het afgeleid is van het Masai-woord Sika, wat "iets van een rand afschuren" betekent.
Bovendien was het gebied bewoond door de Kamba-stam en was het dus een grensgebied tussen drie gemeenschappen.
Tegen het einde van de 19e eeuw vestigden Europeanen en Aziaten zich in Thika en richtten scholen, boerderijen, gezondheidszorg en bedrijven in de regio op. Een monument in de vorm van een pilaar werd begin 1900 door de Britten opgericht in het centrale zakendistrict van Thika, ter nagedachtenis aan de oprichting van Thika als stad. De stad kreeg zijn status via de regeringsgazet in 1924. Daarna werd het verheven tot een gemeente toen Kenia in 1963 onafhankelijk werd, en de eerste burgemeester werd in 1968 gekozen.
De stad heeft historische locaties zoals de Mugumo-tuinen, die vernoemd zijn naar de enorme vijgenboom waar de oude legendarische ziener Mugo wa Kibiro profeteerde. Gelovigen beweren dat al zijn profetieën zijn uitgekomen. Volgens de legende zou de val van de boom de val van de Britse heerschappij in Kenia symboliseren. De Britse regering verstevigde de boom om te voorkomen dat hij zou vallen, maar hij splitste in twee delen en viel in twee fasen in 1963. Dit land zou ooit toebehoren aan de eerste president, Mzee Jomo Kenyatta.

## Media Stations
Thika Stad is de thuisbasis van een aantal mediahuizen, waaronder radio- en tv-stations. Er zijn ook verschillende drukkerijen.

### Chania FM, Kenia
Chania FM, Kenya is een media-uitgeverij onder het moederbedrijf Chania Media Prospects. Opgericht in 2019, maakt het deel uit van verschillende andere media-uitgaven die door het moederbedrijf worden beheerd en richt zich op het grotere Kiambu County en andere naburige counties. Het is het eerste radiostation in Kenia dat een speciaal countrymuziekstation is.
Gladys Chania moet niet verward worden met haar, want zij komt ook uit deze stad.

## Economische activiteiten
Thika is extern verbonden met een achtbaansnelweg, een snelweg naar Garissa en de rest van Noordoost-Kenia, een snelweg naar de centrale hooglanden en een spoorlijn (met plannen om een passagierslichtspoorsysteem naar Nairobi toe te voegen). Intern heeft de stad een goed onderhouden wegennetwerk.
De belangrijkste economische activiteiten omvatten landbouwverwerking, met name in de tuinbouw en ananas (voornamelijk geëxporteerd naar Europa), koffie (exporen voornamelijk naar de Verenigde Staten en Europa), bakoliën (naar de rest van Kenia en Oost-Afrika) en diervoederverwerking. Andere industrieën zijn textiel (katoen), macadamianoten, tarwe, leerlooierij, assemblage van motorvoertuigen, sigarettenproductie, bakkerijen, verpakking en industriële chemicaliën. Ongeveer 100 kleinschalige industrieën en ongeveer 50 grote fabrieken zijn aanwezig in en rond de stad. De dienstensector is goed vertegenwoordigd met de oprichting en groei van een aantal educatieve en financiële instellingen. Thika herbergt of ligt dicht bij drie universiteiten, tientallen middelbare scholen, honderden secundaire en basisscholen en tientallen financiële instellingen.
Thika heeft een bruisend nachtleven met clubs zoals Blend en The Garage Bar & Grill, moderne recreatiecentra en aanzienlijke detailhandel. De groei van de grotere regio Nairobi en verbeterde infrastructuur en diensten heeft geleid tot nieuwe woonwijken.
Studenten komen naar Thika en de naburige stad Juja voor een weekend vol plezier.

### Bidco Oil Refineries
Bidco Oil Refineries, gevestigd in Thika, is de grootste leverancier van eetbare olie, zeep en detergenten, margarine en bakpoeder in Oost-Afrika met meer dan 30 merken. Een aantal merken heeft een meerderheid van de marktaandeel in hun domein. Enkele van hun merken die bekende namen zijn, zijn (Eetbare Oliën) Elianto, Sun Gold, Soya Gold, Olive Gold en Golden Fry; In de vetsectie Kimbo, Cowboy en Chipsy; in het wassegment zijn Power Boy Pro Active Liquid en Poeder detergent, Gental, de Star Series zepen; De persoonlijke verzorgingssectie omvat Pure n Natural Woman en Man; Margarines zijn Gold Band en Biddy's en Mariandazi bakpoeder. De fabriek in Thika biedt werk aan meer dan 2000 mensen.

### Del-Monte ananassen
Del Monte is een van de grootste producenten, marketeers en distributeurs van verse en vers gesneden fruit en groenten ter wereld, evenals een toonaangevende producent en distributeur van bereide fruit en groenten, sappen, dranken, snacks en desserts in Europa, het Midden-Oosten en Afrika.

## Geografie
De stad ligt op een zachte vlakte voor de klim naar de centrale hooglanden. Kleine valleien liggen aan de westelijke en noordelijke randen langs de Chania en Thika-rivieren, die watervallen hebben en elkaar ontmoeten aan de noordwestelijke rand van Thika. Thika Stad is ook de thuisbasis van Kenia's magische en adembenemende Veertien Watervallen, die zich 65 kilometer (40 mijl) ten noordoosten van Nairobi bevinden, langs de Thika-Garissaweg. De Veertien Watervallen bestaan uit 14 verschillende watervallen op het brede gedeelte van de beroemde Athi-rivier.

## Klimaat
Thika heeft een subtropisch hooglandklimaat (Köppen: Cwb) met het hele jaar door zonneschijn en een gemiddelde jaarlijkse temperatuur van 19,8 °C, met de heetste periode in maart en april die leidt tot de lange regen en de koudste in juli. Het seizoen van de "lange regen" duurt van maart/april tot mei/juni, terwijl het seizoen van de "korte regen" van oktober tot november/december loopt.

## Lokale overheid
Voor de grondwet van 2010 bestond de lokale overheid uit een gemeenteraad van dertien leden, met verantwoordelijkheden voor overheidsfuncties gedelegeerd aan benoemde commissies. De burgemeester werd gekozen uit de gekozen of benoemde raadsleden voor een termijn van één jaar. Echter, met de nieuwe grondwet werd de gemeente afgeschaft. De stad valt nu onder het bestuur van Kiambu County.
De stad heeft in 2008 een overeenkomst voor zustersteden ondertekend met Dixon, Illinois om nieuwe economische, culturele en sociale kansen te creëren 
1. ↑  Zustersteden (gearchiveerd op 24 juli 2012), Gemeenteraad van Thika.